# Погруддя імператора Рудольфа II (де Вріс)
«Погру́ддя імпера́тора Рудо́льфа II» (нім. Büste Kaiser Rudolf II) — скульптурний портрет із бронзи роботи голландського скульптора Адріана де Вріса (1525—1626). Створений у 1603 році у Празі. Зберігається у Кунсткамері у Музеї історії мистецтв, Відень (інвен. номер КК 5506).

## Опис
На погрудді зображений портрет імператора Священної Римської імперії Рудольф II (1552—1612). Імператор велично і неприступно дивиться поверх голови, гордовито відвертаючись у сторону. Він одягнений у парадні обладунки із перев'яззю фельдмаршала. Юпітер, Меркурій та імператорський орел підтримують погруддя, яке, з повною гідністю пафосом і вираженням придворної пишності виходить далеко за межі всього раніше створеного в портретній скульптурі. Моделлю для цього погруддя Адріана де Вріса, якого Рудольф II так високо цінив як свого придворного скульптора, очевидно, послужив бронзовий портрет Карла V роботи Леоне Леоні, створений близько 1555 року. Рудольф II вельми захоплювався своїм двоюрідним дідом Карлом V і придбав його виразний портрет для свого зібрання.
На краю постаменту збоку міститься напис: «ADRIANVS FRIES HAGIEN FECIT 1603»; на правій руці: «RVD:II·ROM:IMP:CAES:AVG:»; на лівій руці: «SVAE LI·ANNO 1603».